# Reichsstraße 148
Die Reichsstraße 148 (R 148) war bis 1945 eine Reichsstraße des Deutschen Reichs, die in der damaligen preußischen Provinz Schlesien und teilweise auf 1938 annektiertem sudetendeutschem Gebiet lag. Sie verlief von Rosenhain (jetzt Godzikowice, Gmina Oława) an der damaligen Reichsstraße 5 ihren Ausgang nehmend, weitgehend auf der Trasse der jetzigen DW 403 und DW 401 und teilweise der Droga krajowa 46, über Grodków (Grottkau), wo die Reichsstraße 151 einmündete, nach Nysa (Neisse; Kreuzung mit der Reichsstraße 115). Von dort verlief sie auf der Trasse der heutigen DW 411 nach Ziegenhals (heute Głuchołazy) und weiter, die Grenze zur 1938/1939 in den tschechischen Gebietsteilen annektierten Tschechoslowakei querend, über Zlaté Hory (Zuckmantel) und Bruntál (Freudenthal), weiter von dort auf Trasse der heutigen tschechischen Silnice I/45 nach Moravský Beroun (Bärn), wo sie die Reichsstraße 119 kreuzte, und schließlich von dort (seit 1946 durch den Truppenübungsplatz Libavá unterbrochen) nach Potštát (Bodenstadt), wo sie an der damaligen Reichsstraße 350 endete.
Ihre Gesamtlänge betrug rund 153 Kilometer, davon rund 76 Kilometer auf Reichsgebiet bis 1937.